# Spadowy Przechód
Spadowy Przechód (niem. Leitendurchgang, słow. Spádový priechod, węg. Lejtő-átjáró, ok. 2110 m) – przełączka w bocznej, wschodniej grani Niżnich Rysów w Tatrach Słowackich. Znajduje się pomiędzy najwyższą częścią północno-zachodniej grani Ciężkiej Turni, a jej prawie poziomym odcinkiem zwanym Ciężką Przehybą. Jest to szeroko i płytko wcięta przełączka, ma jednak duże znaczenie, gdyż wiodą przez nią dwie najłatwiejsze drogi wspinaczkowe na szczyt Ciężkiej Turni (I w skali tatrzańskiej). Powyżej przełączki jej grań zwęża się i staje się bardziej ostra.. Na stronę północną, do Spadowego Kociołka opada z przełączki trawiasto-skaliste, łatwe zbocze. Na południowy wschód z przełączki opada stromy, trawiasty żleb. Miejscami występują w nim płyty przysypane szutrem.
Autorem nazwy przechodu jest Władysław Cywiński.

## Drogi wspinaczkowe
Drogi wspinaczkowe na szczyt Ciężkiej Turni przez Spadowy Przechód.
- Z Doliny Spadowej przez Spadowy Przechód; I, 1 godz.
- Z Doliny Spadowej przez Spadowy Przechód i górną część pn.-wsch. grani; I, 1 godz.
- Prawym filarem wschodniej ściany; II, 4 godz.
- Wschodnią ścianą przez Ciężkie Koryto (i Spadowy Przechód); II, 2 godz.[2]